# UTC+10:30
UTC+10:30 je vremenska zona koja se koristi:

## Kao standardno vrijeme (zima na južnoj hemisferi)
- Australija
  - Otok Lorda Howea

## Kao ljetno vrijeme (ljeto na južnoj hemisferi)
- Australija  (ACDT - Australsko centralno ljetno vrijeme)
  - Novi Južni Wales - samo Broken Hill
  - Južna Australija

## Vanjske poveznice
- Gradovi u vremenskoj zoni UTC+10:30